# Forças Armadas de São Tomé e Príncipe
As Forças Armadas de São Tomé e Príncipe (FASTP) são as forças armadas da nação insular de São Tomé e Príncipe, ao largo da costa da África Ocidental. O exército das ilhas consiste em um pequeno contingente terrestre e naval, com orçamento limitado. Situados ao lado de uma rota marítima de comunicação estrategicamente importante no Golfo da Guiné, devido a preocupações recentes sobre questões de segurança regional, incluindo segurança para petroleiros em trânsito na área, os militares dos EUA e outras marinhas estrangeiras aumentaram seu envolvimento com as FASTP, proporcionando ao país com assistência na forma de projetos de construção e missões de treinamento, bem como integração em programas internacionais de compartilhamento de informações e inteligência. 

## História
A formação remonta a 1968. Nos primeiros anos da independência apenas uma força policial de quartel de números insignificantes foi mantida. As FASTP foram estabelecidas em 6 de Setembro de 1975 continuam sendo uma força muito pequena, composta por dois ramos: Exército e Guarda Costeira. Não existe força aérea.
Desde o fim da Guerra Fria, o orçamento militar do país tem diminuído constantemente. Apesar da descoberta de grandes reservas de petróleo em meados dos anos 2000, os militares são-tomense dependem em grande medida da assistência financeira estrangeira e continuam a ser a força menos financiada em África. No 2005 ano fiscal de, as despesas militares foram de $581.729, cerca de 0,8% do de São Tomé e Príncipe produto interno bruto. Uma estimativa de 2004 colocou a disponibilidade de mão-de-obra militar (homens de 15 a 49 anos) em 38.347, com uma estimativa de "apto para o serviço militar" de 20.188. Em um artigo de 2009, foi relatado que as FASTP consistiam em um total de apenas 300 soldados, sendo reduzido de 600 após uma tentativa de golpe malsucedida em 2003, resultando em uma reorganização destinada a garantir um exército apolítico subordinado às estruturas políticas civis. Pensa-se que o Exército esteja dividido em duas empresas, com sede na ilha principal de São Tomé e um destacamento na ilha mais pequena do Príncipe.

## Capacidade
Os militares de São Tomé e Príncipe são uma força pequena - supostamente a menor da África - com quase nenhum recurso à sua disposição e seriam totalmente ineficazes operando unilateralmente sem capacidade de projeção de força. Além disso, legislativamente, não há exigência de pessoal para destacamento no exterior e não há capacidade de reserva. O equipamento limitado que os militares possuem é relatado próximo ao final de sua vida útil e, embora suas armas leves básicas sejam consideradas simples de operar e manter, elas podem ter uma capacidade de serviço limitada e podem exigir reforma ou substituição após 20-25 anos em regiões tropicais climas. Maus salários, condições de trabalho e suposto nepotismo na promoção de oficiais causaram tensão no passado, como evidenciado por golpes malsucedidos que foram lançados em 1995 e 2003.
Esses golpes não tiveram sucesso e, como consequência, as reformas foram implementadas pelo governo, com assistência financeira estrangeira, para resolver as questões subjacentes que os golpes destacaram e para trabalhar para melhorar as relações civis-militares no país. Essas reformas pretendem melhorar o exército e dar-lhe um papel mais definido, com foco em questões de segurança realistas. No entanto, a tensão entre os militares e o governo da nação insular manteve-se e, em fevereiro de 2014, elementos dos militares entraram em greve devido a disputas salariais e de condições, após o que um novo chefe militar foi nomeado pelo Presidente Manuel Pinto da Costa com o coronel Justino Lima em substituição ao brigadeiro Felisberto Maria Segundo. Em 2019 o presidente iniciou um processo de reorganização e aumento no efetivo das forças armadas.

## Ramos
- Exército
  - Guarda Nacional
  - Guarda Presidencial
- Guarda Costeira, também chamada de "Marinha"
  - Corpo de Fuzileiros Navais, braço da Guarda Costeira

### Hierarquia Militar
| Força           | Oficiais Generais       | Oficiais Superiores | Oficiais Superiores | Oficiais Superiores | Oficiais Intermediários | Oficiais Subalternos      | Oficiais Subalternos      | Oficial Cadete |
| --------------- | ----------------------- | ------------------- | ------------------- | ------------------- | ----------------------- | ------------------------- | ------------------------- | -------------- |
| Exército        |                         |                     |                     |                     |                         |                           |                           |                |
| Brigadeiro      | Coronel                 | Tenente-coronel     | Major               | Capitão             | Tenente                 | Alferes                   | Aspirante-a-Oficial-Aluno |                |
| Guarda Costeira |                         |                     |                     |                     |                         |                           |                           |                |
|                 | Capitão de Mar e Guerra | Capitão de Fragata  | Capitão-tenente     | Primeiro-tenente    | Segundo-tenente         | Guarda-marinha Subtenente | Aspirante                 |                |

| Força           | Suboficiais    | Suboficiais       | Suboficiais       | Suboficiais      | Suboficiais          | Suboficiais     | Suboficiais    | Praças Graduados    | Praças Graduados   | Praças             | Praças  | Praças |
| --------------- | -------------- | ----------------- | ----------------- | ---------------- | -------------------- | --------------- | -------------- | ------------------- | ------------------ | ------------------ | ------- | ------ |
| Exército        |                |                   |                   |                  |                      |                 |                |                     |                    |                    |         |        |
| Sargento-mor    | Sargento-chefe | Sargento-ajudante | Primeiro-sargento | Segundo-sargento | Furriel              | Segundo-furriel | Cabo de Secção | Cabo-adjunto        | Primeiro-cabo      | Segundo-cabo       | Soldado |        |
| Guarda Costeira |                |                   |                   |                  |                      |                 |                |                     |                    |                    |         |        |
| Sargento-mor    | Sargento-chefe | Sargento-ajudante | Primeiro-sargento | Segundo-sargento | Primeiro-subsargento | Subsargento     | Cabo           | Primeiro-marinheiro | Segundo-marinheiro | Segundo-marinheiro | Grumete |        |

## Equipamento militar
Segundo Jane's, as Forças Armadas de São Tomé e Príncipe estão amplamente equipadas com armas ligeiras de baixa tecnologia, lançadores de foguetes e algumas metralhadoras pesadas. Uma capacidade limitada de proteção antiaérea e anti-blindados também é mantida, a maioria proveniente de antigos estoques soviéticos. Os uniformes e o equipamento de transporte de carga foram atualizados em 2007–08 na sequência de uma doação de Portugal. Veículos leves também foram adquiridos na África do Sul e na Nigéria.
São Tomé tem uma zona econômica exclusiva de 142.563 quilômetros quadrados. O principal papel da guarda costeira do país é a proteção desta ZEE e das áreas onde a exploração de petróleo e gás está sendo considerada. Em 2005, os EUA forneceram um Boston Whaler Challenger de 27 pés (8,23 m), como navio de patrulha costeira. Também foi relatado que a guarda costeira opera alguns barcos infláveis Zodiac Hurricane Rigid Hull, pelo menos um Wilson Sons SY LAEP 10 Águia, e um barco de resposta rápida Classe Archangel de 42 pés.
| Imagem | Equipamento | Tipo                         | Origem             |
| ------ | ----------- | ---------------------------- | ------------------ |
|        | Uzi         | Submetralhadora              | Israel             |
|        | MP5         | Submetralhadora              | Alemanha           |
|        | PPS         | Submetralhadora              | União Soviética    |
|        | SKS         | Fuzil semi-automático        | União Soviética    |
|        | AK-47       | Rifle automático             | União Soviética    |
|        | AKM         | Fuzil de assalto             | União Soviética    |
|        | AK-74       | Fuzil de assalto             | União Soviética    |
|        | PK          | Arma automática de esquadrão | União Soviética    |
|        | MG3         | Metralhadora                 | Alemanha Ocidental |

| Imagem | Equipamento | Tipo              | Origem          |
| ------ | ----------- | ----------------- | --------------- |
|        | ZPU-2       | Defesa antiaérea  | União Soviética |
|        | ZPU-4       | Defesa antiaérea  | União Soviética |
|        | ZU-23       | Canhão automático | União Soviética |

| Imagem | Equipamento | Tipo                                       | Origem          |
| ------ | ----------- | ------------------------------------------ | --------------- |
|        | RPG-7       | Lançador de granada propulsada por foguete | União Soviética |
|        | SPG-9       | Canhão sem recuo                           | União Soviética |
|        | B-10        | Canhão sem recuo                           | União Soviética |

| Imagem | Equipamento         | Tipo                                      | Origem          |
| ------ | ------------------- | ----------------------------------------- | --------------- |
|        | ACMAT VLRA          | Utilitário                                | França          |
|        | BRDM-1              | Veículo blindado anfíbio                  | União Soviética |
|        | BTR-60              | Veículo blindado de transporte de pessoal | União Soviética |
|        | Daihatsu Delta      | Caminhão sem reboque                      | Japão           |
|        | Jeep Wrangler       | Utilitário                                | Estados Unidos  |
|        | Land Rover Defender | Utilitário                                | Reino Unido     |
|        | Toyota Land Cruiser | SUV                                       | Japão           |
|        | Unimog              | Caminhão off road                         | Alemanha        |